# Adah Isaacs Menken
Adah Isaacs Menken, ursprungligen Ada Berthe Theodore, född 15 juni 1835 i New Orleans, Louisiana, USA, död 10 augusti 1868 i Paris, var en amerikansk skådespelerska, poet, författare, sångerska, dansös och cirkusartist.

## Biografi

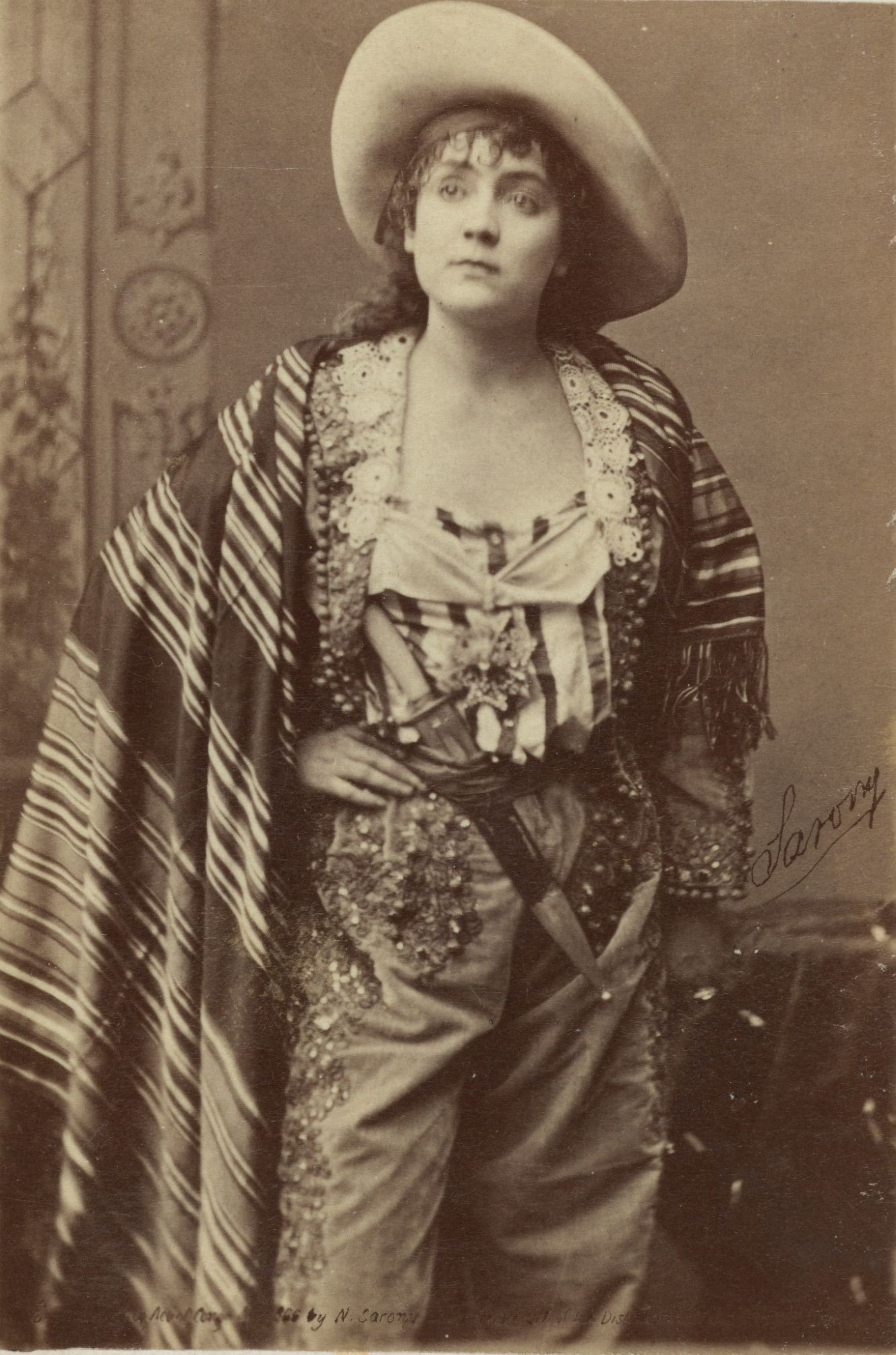
Adah Isaacs Menken

Hennes bakgrund är något oklar, men av allt att döma var hennes far en man av judisk härkomst och modern en kvinna som anges som "färgad". Hennes första karriär inom scenkonsten var som cirkusartist i Texas, där hon arbetade som lindansös och gjorde hästnummer. 
Efter några år övergick hon till skådespelarfacket, där hon 1861 debuterade i sin glansroll som Mazeppa i ett drama baserat på Lord Byrons epos med samma namn. Det rörde sig alltså om en byxroll, där huvudrollspersonen i dramats centrala scen spänns fast naken på en häst och rider uppför ett berg. Fastän Menken var iförd hudfärgade trikåer uppfattades hon av publiken som helt naken, och stycket gjorde sensation och skandal. Scenen där hon bands vid hästen ansågs farlig att utföra, och Menken skadades också vid flera tillfällen när hästen trampade snett och hon föll av.
På grund av denna nakenscen blev Menken snabbt oerhört efterfrågad som skådespelerska och turnerade som Mazeppa (men även i många andra roller) över hela USA, men också i Europa. Hon kunde på grund av sin popularitet hösta in för sin tid enorma gager, att halva biljettkassan gled direkt ner i hennes fickor var inget ovanligt. Hennes livsstil gjorde dock att pengarna försvann i samma takt som de flöt in.
Vid sidan av sitt skådespelarskap skrev Menken essäer men framför allt poesi, hennes diktsamling "Infelicia" hann dock inte publiceras förrän efter hennes död. Hon levde ett hektiskt liv där hon umgicks flitigt i litterära och bohemiska kretsar. Hon uppträdde på ett sätt som gick stick i stäv med vad som ansågs passande för en kvinna under det viktorianska tidevarvet: hon rökte cigarrer, drack och ägnade sig åt hasardspel. Hon klädde sig gärna i manskläder, var gift fem gånger och hade vid sidan av sina kortvariga äktenskap flera utomäktenskapliga förbindelser. Av hennes bevarade korrespondens att döma var dessa relationer både med män och med andra kvinnor, varför Menken såsom bisexuell och crossdresser har setts som en tidig HBTQ-person. Bland hennes manliga älskare märks Algernon Swinburne och Alexandre Dumas den äldre. Menken hade två barn med två av sina fem makar, men barnen dog båda i späd ålder.
Menken drabbades redan som ung av tuberkulos, och hennes hälsa försämrades gradvis. Eventuellt tillstötte också cancer. Hon avled under en sejour i Paris. Hon begravdes först på den judiska sektionen av Père-Lachaise-kyrkogården, men hon blev senare ombegravd på Montparnassekyrkogården.

### Böcker
- Foster, Michael; Foster, Barbara (2011) (på engelska). A dangerous woman: The life, loves, and scandals of Adah Isaacs Menken, 1835-1868, Americas original superstar. Guilford, CT: Lyons Press. ISBN 978-1-59921-602-7
- Sentilles, Renée M (2003) (på engelska). Performing Menken : Adah Isaacs Menken and the birth of American celebrity. Cambridge & New York: Cambridge University Press. Libris 11316704. ISBN 978-0-521-82070-7
- Mankowitz, Wolf (1982) (på engelska). Mazeppa : the lives, loves and legends of Adah Isaacs Menken : a biographical quest. London: Blond & Briggs. Libris 6133594. ISBN 0-85634-119-3
- Muusmann, Carl (1929) (på danska). Verdens Henrykkelse. Historisk Artistnovelle. Köpenhamn: Jespersen og Pio